# Frederic Godàs i Vila
Frederic Godàs i Vila (Lleida, 22 de febrer de 1910 - 18 de juliol de 1997) va ser un destacat pedagog català.
Fill del també pedagog Frederic Godàs i Legido, pedagog i dirigent històric d'Esquerra Republicana, i de Victorina Vila Badia, filla de metge, i mestra. Tots dos van posar en marxa el Liceu Escolar de Lleida l’any 1910, col·legi basat en els principis de la pedagogia moderna, i l'escola on Frederic realitzà els seus estudis primaris i el batxillerat. Acabat el batxillerat es traslladà a Barcelona per estudiar farmàcia. Però, ben aviat abandonà aquesta formació i es traslladà novament a la seva ciutat natal per començar els estudis de magisteri a l'Escola Normal de Lleida.
L'abril del 1936, poc després del triomf del Front Popular, fou nomenat Director del Grup Benèfic de la Junta de Protecció de la Infància de Barcelona (JPIB), on desenvolupà una acció, dirigida a evitar els processos de ‘segregació’, i a oferir ‘una formació professional’ que potenciés l’autonomia personal i social dels infants acollits a la institució que dirigia, amb ‘respecte per la seva capacitat d’autoorganització, constituint una de les experiències més interessants de l’època, que la Guerra Civil acabà truncant. Els estudis de Magisteri i la seva labor professional després, els alternà amb la seva activitat i el seu compromís polític. Els seus contactes amb Joaquim Maurín i Julià, que abans de dedicar-se a la política havia estat mestre del Liceu Escolar, sembla que determinaren la seva orientació cap al Bloc Obrer i Camperol, del qual en fou un dels fundadors a Lleida, integrant-se al Partit Obrer d'Unificació Marxista després de la fusió del Bloc amb l'Esquerra Comunista d'Andreu Nin. El juliol del 1936 intervingué en la creació del Consell de l'Escola Nova Unificada (CENU), qualificat d'«experiència singular en temps de guerra». Després dels Fets de maig del 1937, a causa de la seva militància del POUM, fou empresonat durant un temps a les famoses txeques impulsades, en bona part, pel PSUC. Al final de la Guerra, la seva mare i alguns germans es varen exiliar a Mèxic, però ell preferí quedar-se a Catalunya. Fou novament empresonat i condemnat a trenta anys i un dia pels franquistes. Sortosament, aconseguí sortir de la presó, però no li fou concedit el preceptiu permís per poder reincorporar-se al Magisteri. Per evitar problemes, la seva esposa que també era mestra, d'origen aragonès, va aconseguir una plaça al poble de Noals a l'Alta Ribagorça no gaire lluny de Pont de Suert. Tot i que Godàs no podia exercir la docència ajudava la seva esposa en les tasques escolars.
A Noals, amb la seva família, on s'estigueren nou anys, posteriorment a Morillo de Galligo, i finalment a Esplucs, a la comarca de la Llitera, on destinaren la seva dona, Godàs es dedicà a diverses feines no relacionades amb la seva professió de mestre. Cap al 1952 o 1953 la família va tornar a Barcelona i Frederic entrà a treballar a l'Editorial Litúrgica Española, fins al 1967, en què va tancar. Al cap de poc temps de la seva arribada a Barcelona, el Ministeri li va proposar de reingressar al Magisteri, si feia la sol·licitud i acceptació de les condicions del règim, per poder tornar a exercir, una proposta que no acceptà. Entre 1967 i 1970 va treballar en unes acadèmies molt tradicionals totalment a contracor. Cap al 1970 va tornar la seva germana Elvira de Mèxic on hi havia regentat un parvulari, amb la idea de fundar quelcom semblant aquí a Barcelona, però com que no tenia el títol corresponent fou, precisament, l'esposa de Godàs qui va establir legalment un centre educatiu ubicat a Castelldefels. Es tractava del Parvulari Petit Món que més endavant es va ampliar a l'EGB. L'Escola acabà portant el nom de "Petit Món Felisa Bastida". La fundació d'aquesta Escola li oferí la possibilitat, en un altre medi sociocultural, de posar en pràctica les idees que ell havia experimentat al Liceu Escolar i transmetre-les a una nova generació d'educadors.
Des del 1985 i fins a la seva mort, el 1997, ocupà el càrrec de President de la Societat d'Història de l'Educació dels Països de Llengua Catalana, de la qual, posteriorment, en fou President honorari.
D'una manera més o menys clandestina, va tenir sempre una certa activitat politicosocial, que amb la reinstauració d'un règim democràtic, va prendre un altre caire. Godàs, sense intervenir directament en política, va escriure molts articles, alguns publicats a la premsa diària, generalment a l'Avui. El seu epistolari és molt ric, especialment a la dècada dels vuitanta, defensant sempre l'ideari socialista però no pas des d'un angle simplement polític sinó més aviat moral i sobretot des d'una perspectiva gens dogmàtica, i sense perdre de vista la perspectiva nacional pel que fa al seu país, Catalunya.